# ام‌کی‌بی رادوگا
ام‌کی‌بی رادوگا (روسی: МКБ Радуга) شرکت هوافضای روس است، که در سال ۱۹۴۶ تأسیس شد.